# 東興の戦い
東興の戦い（とうこうのたたかい）は、中国三国時代の252年（呉の建興元年、魏の嘉平4年）に、呉と魏の間で起きた戦い。魏の大将軍司馬師は、呉帝孫権の死に乗じて諸葛誕・胡遵らに東興（現在の安徽省馬鞍山市含山県南西）を攻めさせたが、呉の大将軍諸葛恪の前に大敗を喫した。東関の役とも呼ばれる。

## 事前の経緯
252年10月、呉帝孫権が崩御すると、魏の征東将軍胡遵は毌丘倹・王昶と共に呉征伐を計画し上奏した。呉の大将軍諸葛恪は、魏の襲来を想定し巣湖周辺の東興にある堤防の改築を行った。この堤防は、かつて呉帝孫権が築いたものであり、諸葛恪はこれを補強して堤の左右の山地に堤を挟む形で二つの城を築いた。また、全端と留略に千人の兵士をそれぞれ与えて二つの城を守らせた。

## 戦いの経緯
12月、魏の大将軍司馬師は鎮東将軍諸葛誕・胡遵らに呉への侵攻を命じ、安東将軍司馬昭を監軍として随行させた。諸葛誕は軍を3路に分けて進軍し、豫州諸軍事王昶・荊州諸軍事毌丘倹には陽動のため南郡と武昌をそれぞれ攻撃させ、諸葛誕自身は7万の兵を指揮して東興に向かった。東興に進軍した諸葛誕らは堤を決壊させるべく、船を並べて浮橋を築いて渡り堤の上に進軍して陣を張った。そして、全端・留略が守る堤の左右の山地に築かれた2つの城に攻撃をかけたが、地勢が険しかったためなかなか落とすことはできなかった。
これに対し呉軍は、諸葛恪が全軍の総指揮を執り、丁奉・留賛・呂拠・唐咨らを先鋒として東興に軍を進めた。先鋒部隊が長江を越えて東興に上陸すると、山岳地帯を通って西方に向かい上流に出ようとした。このとき、丁奉は味方の各軍団の動きが遅いことを見て、敵に先手を取られないよう迅速に行軍するため、味方とは別行動をとり1人で3000の兵を率いて敵陣に急行した。ちょうど北風が吹いていたので、丁奉は船に帆をかけて2日で戦場に到着し、徐塘という地に陣営を張った。そして、敵陣を視察すると雪が降るような寒い日であったため、敵の武将たちが宴会を開いて完全に油断をしきっていた。丁奉は魏軍の前衛が薄いのを見て取り、兵士を鼓舞しつつ鎧を脱がせて冑に剣だけを持たせて奇襲をかけ、前衛陣地を散々に撃破した。その時、呂拠らが遅れて戦場に到着し、ともに攻撃して魏軍を大破させた。
その後、敗走した魏軍はあわてて浮橋に殺到したが、呉の朱異によって浮橋が壊されたので退路を失い、大混乱に陥った。魏軍は韓綜・桓嘉をはじめ数万人が戦死した。そして、この大敗により南郡、武昌に進軍した魏軍はそれ以上の侵攻を諦めて陣を焼き払って撤退した。結果的にこの戦は呉軍の大勝利に終わった。

## 戦後
呉はこの戦いで多大な牛馬や軍事物資を手に入れた。諸葛恪はこの功績により陽都侯・揚州牧・荊州牧に任ぜられ、国内の軍事全般の指揮を任されることになり、丞相にも昇進した。だが、この戦いの勝利に気をよくした諸葛恪は、翌年に周りの諫めを無視して、大軍を率いて魏に侵攻するも攻め落とす事は出来ず、疫病が大流行し非常に多くの兵を失う（合肥新城の戦い）。これにより諸葛恪は人望を失ってしまい、孫峻らのクーデターにより殺されてしまうことになる。
魏では、この敗戦の罪を諸将に問うべきという意見が朝廷内であったが、司馬師は「諫言を聞かずここに至った。これは私の過失である。諸将に何の罪があろうか」とその罪を自ら引き受けようとしたため、かえって人々は皆恥じてその度量に服したという。